# Европейская партия зелёных
Европейская партия зелёных (англ. European Green Party, нем. Europäische Grüne Partei, EGP) — европейская политическая партия, активно участвующая в политической жизни Евросоюза.
Совместно с Европейским свободным альянсом составляет фракцию Европарламента «Зелёные — Европейский свободный альянс».

## История

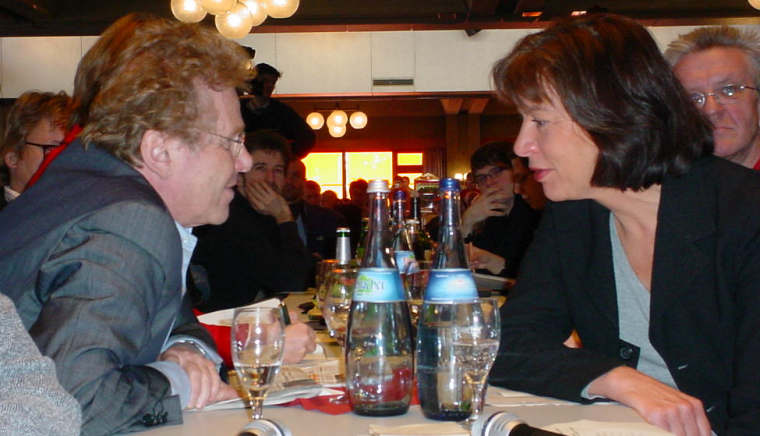
Председатели фракции ЕПЗ в Европарламенте Даниэль Кон-Бендит и Ребекка Хармс

Партия была создана 21 февраля 2004 года на базе Европейской федерации зелёных партий. В свою очередь, предшественником созданной в 1993 году ЕФЗП была Координация европейских зелёных и радикальных партий (с 1984 года — Координация европейских зелёных), в силу малого представительства в Европарламенте создавшая вместе с регионалистскими партиями общую группу «Радуга». Первое европейское объединение зелёных было создано в 1979 перед общеевропейскими выборами

### Представительство в Европарламенте
| Созыв ЕП   | Депутатов | Мест, % | Голосов, % | Членов Евро- комиссии | Лидеры | Подгруппа в ЕП       | Фракция в ЕП   | Общая организация                                    |
| ---------- | --------- | ------- | ---------- | --------------------- | --- | -------------------- | -------------- | ---------------------------------------------------- |
| 1979-84    | 0         | 0       | 2.4 %      | 0                     | нет | нет                  | нет            | Координация европейских зелёных и радикальных партий |
| 1984-89    | 11        | 2.5 %   | 4.2 %      | 0                     | Фридрих Вильгельм, Граф фон дер Лек, Бриджит Хейнрих, Франсуа Руалан ду Вивиер, Франк Швальба-Хот, Пол Стайс, Вильфрид Телькампер, Александр Лангер и Мария Амелия Сантос | Зелёная альтернатива | «Радуга»       | Координация европейских зелёных                      |
| 1989-94    | 25        | 4.8 %   | 7.4 %      | 0                     | Мария Амелия Сантос, Александр Лангер, Аделаид Аглиета, Пол Ланнойе, Александр Лангер и Мария Амелия Сантос                                                               | Зелёная группа       | Зелёная группа | Координация европейских зелёных (до 1993)            |
| 1994-99    | 21        | 3.7 %   | 7.4 %      | 0                     | Клаудия Рот,Магда Аэльвойт, Александр Лангер и Клаудия Рот | Зелёная группа       | Зелёная группа | Европейская федерация зелёных партий                 |
| 1999-2004  | 38        | 6.1 %   | 7.7 %      | 1: Михаэль Шрайер     | Хейди Хаутала, Моника Фрассони, Даниэль Кон-Бендит и Пол Ланнойе | Европейские зелёные  | Зелёные — ЕСА  | Европейская федерация зелёных партий                 |
| 2004—2009  | 35        | 4.8 %   | 7.3 %      | 0                     | Даниэль Кон-Бендит и Моника Фрассони | Европейские зелёные  | Зелёные — ЕСА  | Европейская партия зелёных                           |
| 2009—2014  | 46        | 6.3 %   | ?          | 0                     | Даниэль Кон-Бендит и Ребекка Хармс | Европейские зелёные  | Зелёные — ЕСА  | Европейская партия зелёных                           |
| 2014—2019  | 50        | 6,7 %   | ?          | 0                     | Ребекка Хармс и Филипп Ламбертс | Европейские зелёные  | Зелёные — ЕСА  | Европейская партия зелёных                           |
| 2019—н. в. | 67        | 11,4 %  |            | 0                     | Ска Келлер и Бас Эйкхаут | Европейские зелёные  | Зелёные — ЕСА  | Европейская партия зелёных                           |

## Входящие в ЕПЗ национальные партии

### Члены

Члены

| Государство    | Партия                                  | Мест в ЕП |
| Австрия        | Зелёные                                 | 2         |
| Албания        | Зелёные                                 | —         |
| Бельгия        | Зелёные                                 | 1         |
| Бельгия        | Эколо                                   | 2         |
| Болгария       | Зелёная партия                          | 0         |
| Великобритания | Зелёная партия Англии и Уэльса          | 2         |
| Великобритания | Шотландская партия зеленых              | 0         |
| Венгрия        | Зелёные демократы                       | 0         |
| Германия       | Союз 90/Зелёные                         | 14        |
| Греция         | Зелёные                                 | 1         |
| Грузия         | Зелёные                                 | —         |
| Ирландия       | Зелёные                                 | 0         |
| Испания        | EQUO                                    | 0         |
| Испания        | Зелёная инициатива за Каталонию         | 1         |
| Италия         | Федерация зелёных                       | 0         |
| Кипр           | Зелёные                                 | 0         |
| Латвия         | «Прогрессивные»                         | 0         |
| Люксембург     | Зелёные                                 | 1         |
| Мальта         | Демократическая альтернатива            | 0         |
| Молдова        | Зелёная экологическая партия            | —         |
| Нидерланды     | Зелёные                                 | 0         |
| Нидерланды     | Зелёные Левые                           | 3         |
| Норвегия       | Экологическая партия зелёных            | —         |
| Польша         | Партия зелёных                          | 0         |
| Португалия     | Экологическая партия зелёных            | 0         |
| Россия         | Зелёная Россия («Яблоко»)               | —         |
| Румыния        | Зелёные                                 | 0         |
| Словакия       | Зелёные                                 | 0         |
| Словения       | Молодёжная партия — Европейские зелёные | 0         |
| Украина        | Партия зелёных Украины                  | —         |
| Финляндия      | Зелёный союз                            | 2         |
| Франция        | Зелёные (Франция)                       | 7         |
| Чехия          | Партия зелёных                          | 0         |
| Швейцария      | Зелёные                                 | —         |
| Швеция         | Экологическая партия зелёных            | 2         |
| Эстония        | Партия зелёных                          | 0         |

### Наблюдатели
| Государство | Партия                           |
| Азербайджан | Азербайджанская партия зелёных   |
| Андорра     | Зелёные Андорры                  |
| Белоруссия  | Белорусская партия «Зелёные»     |
| Болгария    | Зелёные                          |
| Венгрия     | Политика может быть другой       |
| Дания       | Социалистическая народная партия |
| Россия      | Зелёная альтернатива             |
| Сербия      | Зелёные                          |
| Турция      | Зелёные                          |
| Хорватия    | Зелёный список                   |

Датская партия «Зелёные» (De Grønne) была исключена из ЕПЗ в 2008 году, так как готовилась принять участие в грядущих выборах в Европарламент вместе с Народным движением против ЕС, чьи представители (Оле Крауп, а затем Сёрен Сённергор) входят в группу Европейские объединённые левые/Лево-зелёные севера в Европарламенте.